# 1/72スケール

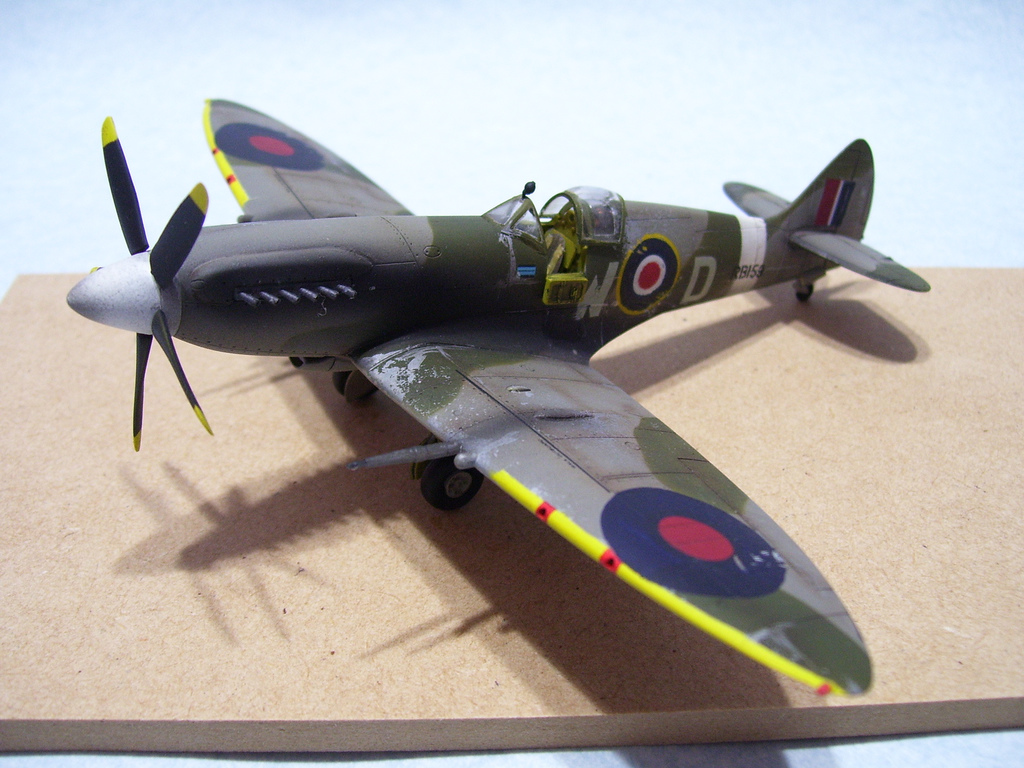
スピットファイアの模型、1/72スケール

1/72スケール（ななじゅうにぶんのいちスケール）は、スケールモデルで用いられる国際標準スケールの1つである。1930年代のプラモデル誕生時に航空機模型の縮尺として採用され、現在でも航空機や戦車の模型の縮尺として広く使用されている。

## 概要
1/72スケールは、航空機のスケールモデルによく使用される縮尺であり、1フィートを1/6インチ（あるいは6フィートを1インチ）に縮小した大きさ｛(1/12)÷6＝1/72、72÷6＝12｝、或いは1ラインを2倍にした大きさ｛(1/144)×2＝2/144＝1/72｝である。言い換えれば、模型の長さを72倍したものが実物の長さとなる。このスケールでは、身長6フィート（180cm）の人間は丁度1インチ（25mm）の高さになる。1/72スケールは航空機の模型の主流となっている。航空機には小型の戦闘機から大型の爆撃機まであり、同一縮尺で全ての種類の航空機を揃えるためには、1/72スケールが事実上唯一の選択肢であるためである。
1/72スケールは、1930年代半ばにイギリスで作られたスカイバード（Skybirds）シリーズとIMA社のフロッグ・ペンギンシリーズの航空機模型で初めて採用された。また、第二次世界大戦中に連合国で使用された航空機の識別用模型でも採用されている。現在では、他のスケールに比べてより広範囲なものを対象とした模型が1/72で作られている。1/72スケールは、東西ヨーロッパ、日本を含む極東アジア、ラテンアメリカ、そして特にイギリスで広く普及している。それに対し、アメリカ、カナダ、オーストラリアなどでは1/48スケールが主流であり、1/72スケールはそれほど普及していない。
近年、1/72スケールはミリタリーモデルでも主要スケールの1つとなり、さらに日本のキャラクターモデル、ダイキャスト製のミニカー、フィギュア、ラジコンの船舶モデルなどでも採用されている。

## プラモデル

### 航空機
航空機のプラモデルでは、B-52やB-36のような大型の爆撃機から、BD-5のような小型機まで様々な機種が1/72スケールでモデル化されている。
1/72スケールの発祥の地とも言えるイギリスでは、IMAに続き1950年代にプラモデルの生産を始めたエアフィックスや、後発のマッチボックスも当初から1/72を主力スケールとして採用していた。フランスのエレールは、当初1/50、1/75、1/100等の製品を作っていたが、1960年代半ばに1/72を主力のスケールとして採用した。ドイツの初期のメーカーは1/100の航空機モデルを主に発売していたが、ドイツレベルは当初アメリカやイギリスのレベルと同一の製品を発売していたため1/72が中心であり、独自の製品を開発するようになってからも1/72を主力とした。イタリアのイタレリやエッシーも当初より1/72を主力のスケールとしている。
日本のメーカーは、初期には1/50、1/65、1/70、1/75、1/80、1/100などの様々なスケールで航空機のキットを発売していた。1960年代後半になり、エアフィックスの製品が大量に輸入され、レベルの製品がグンゼ産業により安価に流通するようになると、日本でも多くのメーカーが1/72を採用するようになった。それまで1/70でシリーズ展開していたフジミ模型や、1/75を採用していたエルエスは、シリーズのスケールを1/72に変更し、従来の製品もスケール表示を1/72に変更している。ハセガワも初期には1/70、1/75、1/90などのキットを作っていたが、1966年より1/72でのモデル化を開始し、以後1/72を中心に航空機のキットを充実させた。タミヤは1960年代半ばに1/72のキット5点を発売した後は1/48を中心としていたが、1993年にイタレリからのOEMで1/72キットの販売を開始し、1997年からは自社の1/48キットをスケールダウンした自社製キットも1/72シリーズに加えている。
アメリカのメーカーの初期のキットは箱のサイズに合わせた箱スケールのものが多かったが、1950年代後半以降スケールの統一の動きが進んだ。その中でイギリスに子会社を持っていたレベルは1/72を主力として製品展開を行ったが、1930年代から1/48スケールのソリッドモデルを販売していたホークを始め、モノグラム、オーロラ、リンドバーグなど、多くのメーカーは1/48を中心に商品展開を行った。ただし、これらのメーカーも数は少ないものの1/72のキットも発売していた。またUPC、AMT、MPC、ミニクラフト、テスターなどからは、日本やイギリス、イタリアなどのメーカーの1/72スケールキットがOEMで発売された。
ラテンアメリカ諸国では独自のプラモデルの開発はあまり盛んではないが、メキシコのロデラ、ブラジルのキコ、アルゼンチンのMODELEXなどから、レベル、エアフィックス、エレールなどの1/72スケールキットが現地生産やOEMにより販売されている。
韓国のメーカーは、1980年代頃までは他国のメーカーの製品をコピーするケースが多く、航空機のキットではハセガワの製品がコピーされることが多かった。1990年代以降自社開発のキットが多くなり、航空機は1/72と1/48をメインとするメーカーが多い。中国の状況も同様で、一部のメーカーは1990年代まで他国のメーカーの製品のコピーを行っていた。現在の中国を代表するメーカーであるドラゴンモデルズやトランペッターでは、1/72は航空機模型の主力となっていないが、トランペッター傘下のホビーボスは短期間の内に大量の1/72スケールキットを開発している。
旧ソビエト・東欧圏では、1980年代まではプラモデルの生産は盛んではなく、チェコのKPやポーランドのPZWなどが1/72、東ドイツのプラスチカルトが1/100を中心にキットを製作していた以外は、幾つかのメーカーが旧IMA製のキットの再生産を行っていただけであった。1990年代になるとチェコやポーランドにいくつもの新メーカーが誕生し、2000年代に入るとロシアやウクライナでも多くのメーカーが活動を開始した。当初は航空機のキットはIMA製品の再生産や西欧のメーカーからのOEMも含めて1/72が主流であったが、2000年代後半以降は1/48や1/32にも力を入れるメーカーが増えている。

### 軍用車両
戦車・軍用車両等のミリタリーモデルでは、1960年代初めからエアフィックスが1/72に近いHO/OOスケール(1/76）で商品展開を行っており、1970年代にはフジミ模型、日東、マッチボックスなどがこれに追随して1/76スケールのミリタリーモデルを発売した。一方、ハセガワ、エッシー、エレールなどは航空機モデルに合わせた1/72スケールを採用した。当初は1/76スケールの方がラインナップが充実していたため、このクラスでの主流とみなされていたが、エッシーが急速に製品数を増やし、ハセガワも着実に製品を増やしてレオポルド列車砲やカール自走臼砲などの大型キットまでモデル化したため、次第に立場は逆転していった。1990年代半ばにはドイツレベルが1/72スケールを採用し、2000年代に入るとドラゴンモデルズやトランペッターなどの中国のメーカーや、ACE、PST、MW、ATTACK、UM、RPM、RODENなどの旧ソ連・東欧圏の多くのメーカーが1/72スケールのミリタリーモデルの生産を開始した。現在では1/35に次ぐ主要スケールとなっており、1/35に対する比較からミニスケール（英語圏ではBraille scale）とも呼ばれる。

### 歴史フィギュア
軍用車両のアクセサリーとなる20世紀以降の兵士フィギュアに加えて、さらに古い時代の兵士フィギュア、そのアクセサリーとなる建物・攻城機械・投石機・動物（戦馬・戦象）なども多数発売されている。1/72スケール（つまり25mmスケール）の歴史フィギュアにはミニチュアゲームの駒として需要があるためである。主なメーカーはHaT、イタレリ、ズヴェズダ、ドイツレベルなどヨーロッパが中心で、ズヴェズダはルールの出版も行なっている。

### 艦船
1/72スケールの艦船モデルは、魚雷艇クラスのものが主であり、レベル、エアフィックス、タミヤ、ドイツレベルなどから、第二次世界大戦時から戦後の魚雷艇やレスキューボートなどがモデル化されている。マッチボックスからはフラワー級コルベットの長さ90cm近い大型キットが発売されており、この金型は現在ドイツレベルが保有している。また、2000年代にはドイツレベルやアメリカレベル、リンドバーグなどから第二次世界大戦型潜水艦の1/72スケールの大型キットが発売された。

### 自動車
軍用車両以外の1/72スケールの自動車のプラモデルは少なく、バスや建設車両などを中心にしたキットが多少あるだけである。1/87スケールに多く見られるプラスチック製のミニカーもほとんど作られておらず、ダイキャスト製のミニカーも2000年頃にホンウェル、ヨーデル、エポック社等から多数リリースされたが近年は減少傾向にあり、ヨーデル倒産以降は新作も殆んど発売されていない。

### キャラクターモデル
キャラクターモデルの内、ガンプラでは、機体サイズの関係もあって1/72スケールのキットはほとんど作られていないが、機体サイズの小さい他の作品では1/72でモデル化されたものも多い。特に、マクロスシリーズでは、スケールモデルメーカーの作ったキャラクターモデルとして話題となったハセガワのVF-1 バルキリーを始め、複数のメーカーから1/72スケールのキットが発売されている。聖戦士ダンバインや太陽の牙ダグラムなどの作品でも、1/72を中心にプラモデルが開発された。ゾイドでは概ね1/72スケールで作られている。特撮作品でも、ハセガワのジェットビートルやWAVEのマットアロー1号などのキットが発売されている。他にも数は少ないもののエアフィックスのエンジェル・インターセプターやTSR.2MS、HALCYONのドロップシップなどの1/72スケールキットが発売されている。壽屋のアーマードコアは1/72スケールで発売されている。

### 鉄道車輌
鉄道模型の主要な規格には1/72スケールを採用しているものはないため、鉄道車輌の1/72スケール製品は主にミリタリーモデルに附随する形で少数がプラモデルとして展開されているに過ぎない。これはディスプレイ用のプラモデルといえども鉄道車輌は鉄道模型の縮尺に合わせて模型化される傾向が強いからで、1/72の近似サイズでは、OOゲージや日本型16番ゲージ、HOゲージの規格に準じた1/76、1/80、1/87などの縮尺が使用されることが多い。同様に、鉄道模型用のストラクチャー（建築物など）でも1/72スケールの製品はわずかであるが、OOゲージやHOゲージ用のストラクチャーには1/72スケールのジオラマなどに違和感なく流用できるものも多い。逆にミリタリーモデル用の1/72スケールの建築物などが鉄道模型のレイアウトやジオラマに使用できる場合もある。過去にはOOゲージ用の1/76スケールのストラクチャーのキットが、1/72と表記して販売されたこともある（後述）。

## ダイキャストモデル
ダイキャスト製の玩具でこのスケールでの生産を初めて行ったのは、香港のメーカーのホンウェル（Hongwell）といえる。ホンウェルはモデルカー製造用の工場を1997年に完成させている。
このスケールは主に材料としてZamak合金を使用することにより再現度の高い設計が可能である。積み上げ可能なアクリルケースに入れて販売を行うことで、蒐集家はコレクションを良好なコンディションで保管することが出来る。
パッケージの大きさに合わせてサイズを調整することも多い公称1/64スケールの製品と異なり、1/72のダイキャストモデルは標準的なパッケージに収まらない場合でもスケールに忠実に作られている。ランプやミラーなどのプラスチック製の小物部品や、タンポ印刷の詳細なマーキングが模型の実感をさらに高めているが、大量生産は可能であり、玩具として使用することも出来る。
1/72スケールの模型の仕上がりは多くの1/43の模型に匹敵するのにもかかわらず、その大きさからより少ないスペースで大量のコレクションを作ることができるため、このスケールの模型はコレクターに歓迎された。
緊急車両の模型が、このスケールでの新たな蒐集方法を作り出した。多くのメーカーが各地域の緊急車両を再現したモデルを地域限定で販売しているため、これらの車両を交換することがすぐにコレクター達の日課となった。その結果、1/72スケールダイキャストモデルの国際オンラインコミュニティは、他スケールのものよりポピュラーになっている。
このスケールでの良く知られたメーカーとしては、ホンウェル、Real-X、ヤトミン（Yat Ming）、リアルトイ（Realtoy）などがある。Schuco、Abrex、Bumi Cars、Motorartなどのブランドも製品ラインに1/72の模型を含んでいるが、実際に生産を行っているのはホンウェルやヤトミンである。イタリアのブラーゴ（Bburago）も2005年の ニュルンベルク国際玩具見本市で1/72での商品展開を発表した。この商品は、SchucoのジュニアラインをReal-Xの製品で拡張したものだったと見られる。しかし、その後まもなくブラーゴはDickie-Schucoグループに売却されたため、これらの模型がイタリアのブランドでヨーロッパで販売されることはなかった。

## HO/OOスケール
「HO/OO」とは、鉄道模型で使用される表記方法に端を発するもので、HOはHOゲージ（1/87スケール）を指し、OOはOOゲージ（1/76スケール）を指す。そのどちらも標準軌を16.5mmとしており、OOゲージとHOゲージは元来「OO (1/87スケール・16.5㎜ゲージ)」として同一の規格であった。後に1/76スケール（OOスケール）のOOゲージと1/87スケール（HOスケール）のHOゲージに分離した。このことから鉄道模型を専門としていないメーカーではこれらの規格を混同したり、あるいは一般ユーザーの知名度を考慮して、あえて不正確な表示をする場合もある。
イギリスのプラモデルメーカーであるエアフィックスは、1950年代よりHO and OO (またはHO/OO) Scale、OO/HOと表示した鉄道車両や、プラットホームなどの周辺アクセサリーのプラモデルを発売していた。これらの模型は本来縮尺の異なる2つの規格名を併記しているが、実質的にはOOスケール（1/76スケール）で作られていた。また、エアフィックスは同じHO/OOスケールで戦車等の軍用車両のプラモデルや、軟質プラスチック製のフィギュアもモデル化した。特にフィギュアは鉄道模型と組み合わせ可能なものや、軍用車両と組み合わせ可能なミリタリーフィギュア以外にも、様々な種類のものが作られ人気を得た。そのため、いくつものメーカーからエアフィックス製品のコピーや、スケールを合わせて新規に開発したフィギュアが発売された。また、エアフィックスにスケールを合わせた1/76の軍用車両もイギリスのマッチボックスや、日本のフジミ、日東などから発売された。しかしイタリアのエッシー、日本のハセガワ、ドイツレベルなどはミニスケールの軍用車両にも航空機と同じ1/72を採用した。
HO/OOと1/72は異なるスケールであり、エアフィックスとドイツレベルのレオパルト1戦車のキットを比較すれば分かるように互換性もない。フィギュアでさえ、1/72とHO/OOでは明らかにサイズの違いが見られる（ただし、このクラスのフィギュアでは、メーカー間や同一メーカーであっても発売時期によるサイズの差が大きく、HO/OOスケールでも1/72に近い大きさの製品も少なくない）。しかし、歴史的に近似のスケールと考えられていたことと、プラモデルと鉄道模型の縮尺の扱いの差による混乱のため、HO/OOの製品が1/72と表示された例も少なくない。また、HO/OOの製品がイギリス以外の国でHOスケールと表示されたり、1/72や1/100のプラモデルがHOスケールと表示された例もある。エアフィックスも、1990年代以降、パッケージをリニューアルして再発売するHO/OOスケールキットに1/72と表示した。これはスケールを混同したためではなく、このクラスのミニサイズ軍用車両では1/72スケールが主流となったことを反映したものであり、実際に1/72スケールのキットも数点発売された。この状態は2000年代後半まで続いたが、2006年に鉄道模型メーカーのホーンビィの傘下に入った後は、HO/OOスケールキットの表示は1/76に修正された。
2011年現在、ミニサイズの軍用車両は1/72スケールが主流であるが、HO/OO（1/76）スケールも消滅したわけではない。エアフィックス以外にもフジミは旧日東製も含め1/76スケールの製品の販売を継続しており、ドイツレベルも旧マッチボックス製のキットを自社製の1/72キットとは区別し1/76と表示して販売している。更にエアフィックスは旧製品のマイナーチェンジや、他社の金型を使ったものだけでなく、完全新金型による1/76スケールの新製品の開発も再開した。ただし、フジミは2010年のドイツ軍用トラックに続き、2011年には10式戦車を1/72スケールで製品化し、1/72への移行を鮮明にしている。